# 一公升的眼淚
《一公升的眼淚》，日本的文學作品，作者為木藤亞也，其日記經母親木藤潮香整理後，於1986年首次出版並創下26萬本的銷售紀錄，故事以作者的身份親自敘述自己真實的際遇以及心路歷程，內容更被改編成電視劇及電影。

## 電影版本
《一公升的眼淚》電影版於2004年10月被改編為電影於日本名古屋首次公映，香港於2006年12月7日上映，台灣於2006年10月20日上映。
本片於亞也生活的豐橋市，在2004年4月29日至5月26日進行拍攝。拍攝地點包括亞也曾經就讀的高校等等。
電影中女主角大西麻惠以演技具體地表現了脊髓小腦萎縮症。與大體上以戀愛為軸線展開的電視劇版本相比，電影版徹底地重現了原作中的重要場面。

### 主要角色
- 木藤亞也（0歲→14歲）- 大西麻惠 飾
- 木藤潮香（亞也母親）- 加藤和子 飾
- 木藤瑞生（亞也父親）- 濱田光夫 飾
- 山本纊子（主治醫師）- 鳥居香織 飾
- 春（麵包店老闆娘）- 松金米子 飾
- 智（舍監）- 蘆川芳美 飾

### 製作人
- 導演：岡村力
- 製作：All Out、東映、東映Video、富士電視台
- 發行：東映

### 主題曲

#### 日本
- 《天空》─ 加藤郁子（Sony Music Entertainment）
- 《（Glider）》─ 大森洋平（Sony Music Entertainment）

#### 香港
- 「想愛不相愛」 - 王菀之，作曲及填詞：王菀之　編曲：The Invisible Man

## 電視劇版本
《一公升的眼淚》電視劇版本於2005年10月11日至12月20日於日本富士電視台播放。香港則於2006年10月15日至2006年12月30日於無綫電視翡翠台播放。澤尻英龍華在劇中着重感情方面的演技。大西麻惠在劇中飾演及川明日美，是池內亞也在殘障學校內同病相憐的朋友。《一公升的眼淚》特別篇 ～追憶～於2007年在日本富士電視台播出。有許多原本劇情畫面的剪輯，亦交織部份新拍攝的畫面。全劇約140分鐘，與電影版相同。

## 外部連結
- （日語）《一公升的眼淚》電影版官方網站 （页面存档备份，存于）
- 書籍部分章節節選
- 母親所著書的封面等
- 香港商務印書館 公佈「2006 年暢銷書排行榜」 中文書籍文學類排行第3位
- 中華小腦萎縮症病友協會（相關病友互助組織） （页面存档备份，存于）
- 香港肌腱協會（相關病友互助組織）